# Manda Hararo
Manda Hararo är en vulkan i Etiopien. Den ligger i den norra delen av landet, 400 km nordost om huvudstaden Addis Abeba. Toppen på Manda Hararo är 630 meter över havet.
Terrängen runt Manda Hararo är platt åt nordost, men åt sydväst är den kuperad. Runt Manda Hararo är det mycket glesbefolkat, med 6 invånare per kvadratkilometer. Det finns inga samhällen i närheten. Trakten runt Manda Hararo består i huvudsak av gräsmarker.